# Drożdżowy system dwuhybrydowy

Drożdżowy system dwuhybrydowy

Drożdżowy system dwuhybrydowy – metoda identyfikacji oddziaływań pomiędzy białkami.
Istota działania tej techniki opiera się na tym, iż czynniki transkrypcyjne zbudowane są z dwóch niezależnych funkcjonalnie domen: wiązania DNA (ang. BD – binding domain) i domenę aktywatorową (ang. AD – activator domain)
W drożdżowym systemie dwuhybrydowym domena wiązania DNA (BD) czynnika transkrypcyjnego GAL4 związana jest z białkiem „przynętą” (ang. bait), natomiast domena aktywatorowa (AD) GAL4 związana jest z białkiem „ofiarą” (ang. prey). Komórka syntezująca oba białka fuzyjne charakteryzuje się ekspresją genów reporterowych pod warunkiem, że badane białka (przynęta i ofiara) oddziałują ze sobą.